# U.S.R. Triton

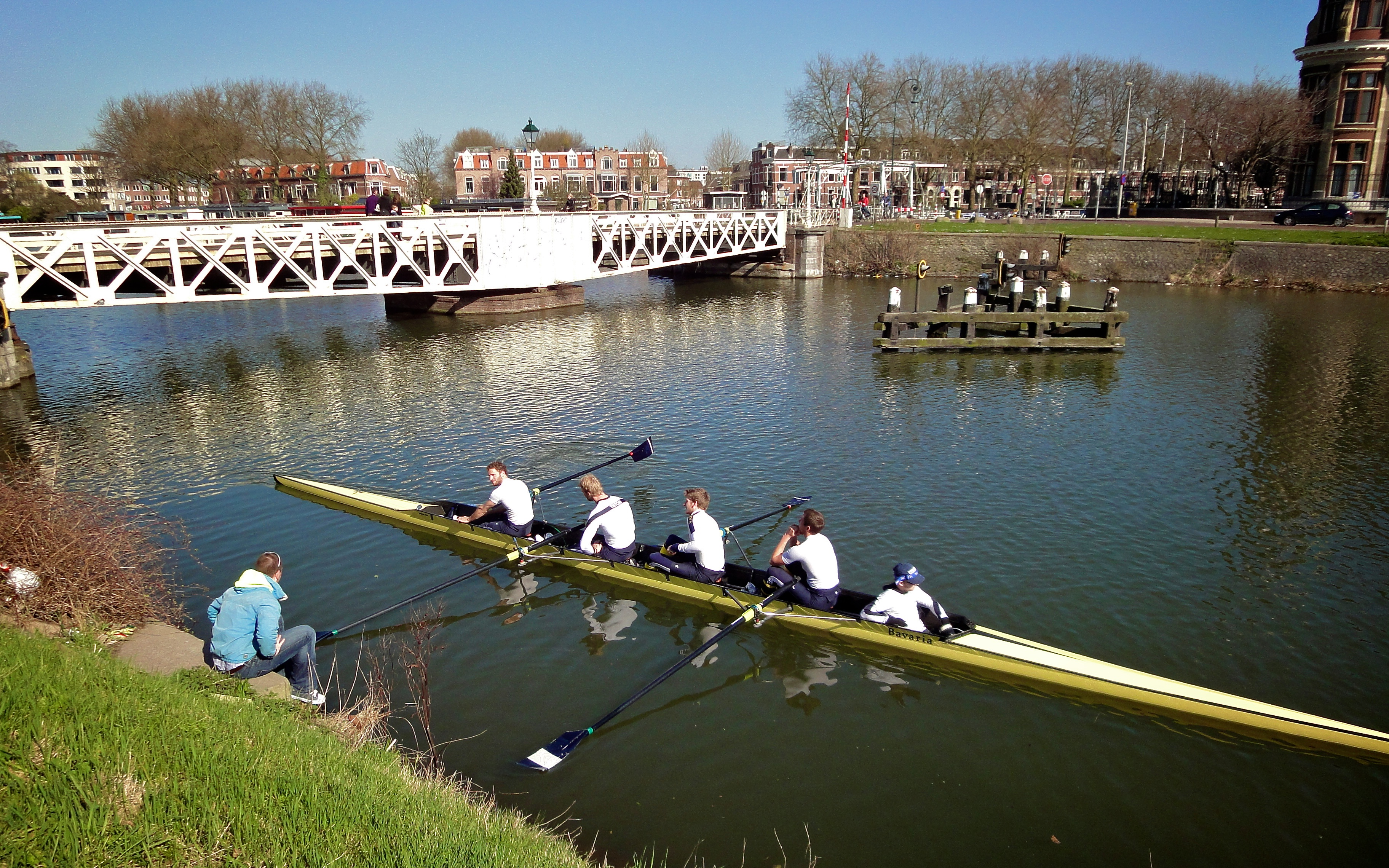
Roeiers met coach ter hoogte van de Muntbrug.

De Utrechtsche Studenten Roeivereeniging "Triton"  is een van de studentenroeivereniging in de stad Utrecht. 

## Karakteristieken
De roeisport wordt bij de U.S.R. "Triton" zowel in Wedstrijd-, Competitie-, als Clubverband beoefend. Ieder jaar brengt de vereniging drie eerstejaars wedstrijdachten (Zwaar, Licht, Dames) en één eerstejaars wedstrijddubbelvier (Lichte Dames) op het water. Een groot deel van de leden combineert het roeien met de gezelligheid die met een studentensportvereniging samengaat. Jaarlijks neemt men ongeveer 280 nieuwe eerstejaars leden aan. Er waren in 2024 ongeveer 1100 leden.

## Symboliek
De vlag van de vereniging draagt de kleuren donkerblauw en wit. Het wapen van de vereniging bestaat uit een combinatie van de letters U, S, R en T, als witte letters over elkaar gelegen boven een donkerblauwe achtergrond. De bladen van Triton zijn donkerblauw met een schuin aflopende witte baan.

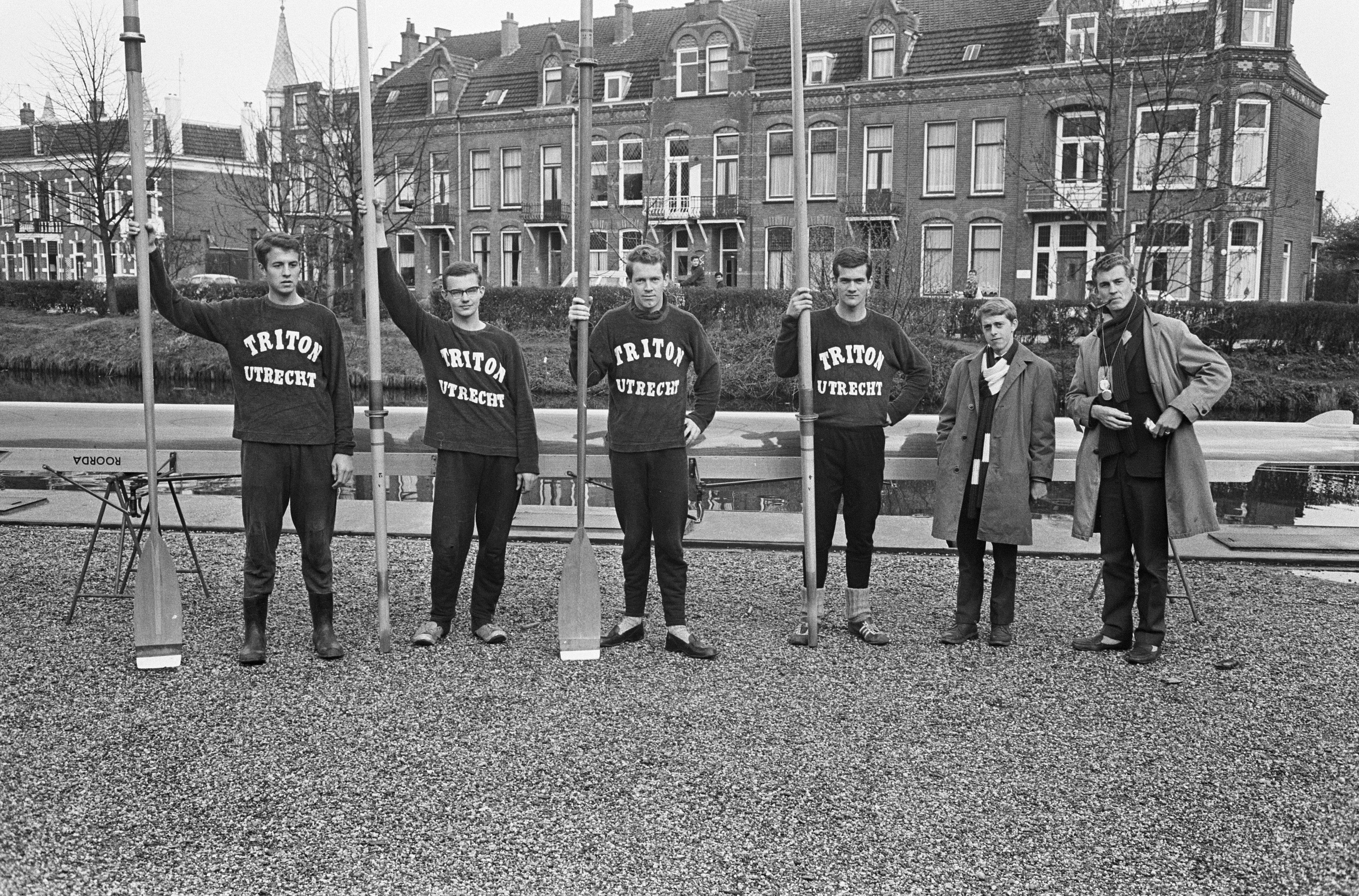
Triton vier met stuurman in 1965 (v.l.n.r. Jansen, E.P. Dijk, Hartsuiker, H. J. Aa, Van Riet en Jansen)

## Geschiedenis
De vereniging werd opgericht op 5 oktober 1880 te Utrecht. De vereniging was tot 1969 verbonden aan het Utrechtsch Studenten Corps (USC), een vereniging voor mannelijke studenten, en stond zodoende tot 1969 slechts open voor leden van deze vereniging. Vanaf dat moment stond de vereniging open voor iedere student die de roeisport wilde beoefenen. Sinds de fusie met Opopoi in 1972 traden er ook vrouwen tot de vereniging toe.

## Varsity
De U.S.R. "Triton" draagt namens de K.N.S.R.B. de zorg voor het organiseren van de Varsity, zolang deze verroeid wordt op het Amsterdam-Rijnkanaal nabij Houten. Het winnen van de Oude Vier op de Varsity wordt beschouwd als een zeer grote prestatie ("vóór alles het Hoofdnummer") en het verroeien van dit hoofdnummer geldt dan ook als een van de hoogtepunten van het jaar voor de vereniging. 

## Lijst van Varsity-overwinningen
| - 1895 - 1896 - 1897 - 1898 | - 1911 - 1912 - 1930 - 1933 | - 1936 - 1937 - 1946 - 1947 | - 1948 - 1964 - 1967 - 2019 | - 2023 - 2024 |

## Lijst van roeiers uitgezonden naar de Olympische Spelen
| Spelen              | Deelnemers                                                                    | Resultaat              |
| ------------------- | ----------------------------------------------------------------------------- | ---------------------- |
| Antwerpen 1920      | J. Potter van Loon                                                            | (reserve)              |
| Los Angeles 1932    | P.A. Roelofsen G.A. Roëll                                                     | 4e                     |
| Helsinki 1952       | C.F.H. Kuntze B. Binnendijk                                                   | herkansing             |
| Tokio 1964          | F.K.J. Hartsuiker H.J.Rouwé                                                   | Brons · Brons          |
| Mexico 1968         | F.K.J. Hartsuiker H.J.Rouwé T.Dronkert B. Brummelman O.C. Weekhout (stuurman) | B-finale               |
| Montréal 1976       | A.E. Gravesteijn                                                              | 5e                     |
| Seoel 1988          | J.H. Leutscher                                                                | 9e                     |
| Barcelona 1992      | L.J.M. Vermulst                                                               | 4e                     |
| Atlanta 1996        | P. van Andel L.J.M. Vermulst                                                  | 10e 6e                 |
| Athene 2004         | C.J.J. Rom Colthoff M. Klinkers                                               | (reserve)              |
| Peking 2008         | R.V. Repelaer van Driel                                                       | Zilver                 |
| Londen 2012         | R.V. Repelaer van Driel K. Hendriks A.C. Schellekens (stuurvrouw)             | · 5e ·                 |
| Rio de Janeiro 2016 | K. Hendriks H. Langen M. Lanz                                                 | · 5e · 6e              |
| Tokio 2020          | J.J.W. van de Kerkhof                                                         | (reserve)              |
| Parijs 2024         | J.J.W. van de Kerkhof E. Brouwer P. van Veen                                  | · B-finale · (reserve) |

## Bekende (oud-)leden
- Willem Einthoven (21 mei 1860), winnaar Nobelprijs voor de Fysiologie of Geneeskunde 1924
- Piet Lieftinck (30 september 1902), Minister van Financiën 1945-1952
- Tjeerd van Wimersma Greidanus (17 juli 1936), hoogleraar experimentele neuro-endocrinologie aan de Universiteit Utrecht
- Erik Hartsuiker (19 oktober 1940), medaillewinnaar Olympische Spelen 1964
- Herman Rouwé (20 januari 1943), medaillewinnaar Olympische Spelen 1964
- Gerard 't Hooft (5 juli 1946), winnaar Nobelprijs voor de Natuurkunde 1999
- Laurien Vermulst (14 juni 1960), wereldkampioen "lichte dubbel-twee" 1988
- Roline Repelaer van Driel (28 juli 1984), medaillewinnaar Olympische Spelen 2008 en 2012
- Anne Schellekens (18 april 1986), medaillewinnaar Olympische Spelen 2012
- Kaj Hendriks (19 augustus 1987), wereldkampioen "zware vier-zonder" 2013, medaillewinnaar Olympische Spelen 2016
- Selma Poutsma (14 mei 1999), Nederlands-Frans shorttrackster en langebaan schaatser.